# استان مناکا
استان مناکا (به لاتین: Ménaka Region) یک استان در مالی است که در مالی واقع شده‌است. استان مناکا ۸۱٬۰۴۰ کیلومتر مربع مساحت و ۵۴٬۴۵۶ نفر جمعیت دارد.